# استان سنو
سنو (Séno) یکی از ۴۵ استان کشور بورکینا فاسو است. این استان در منطقه ساحل صحرای شمال آفریقا واقع شده و مرکز آن شهر دوری است.

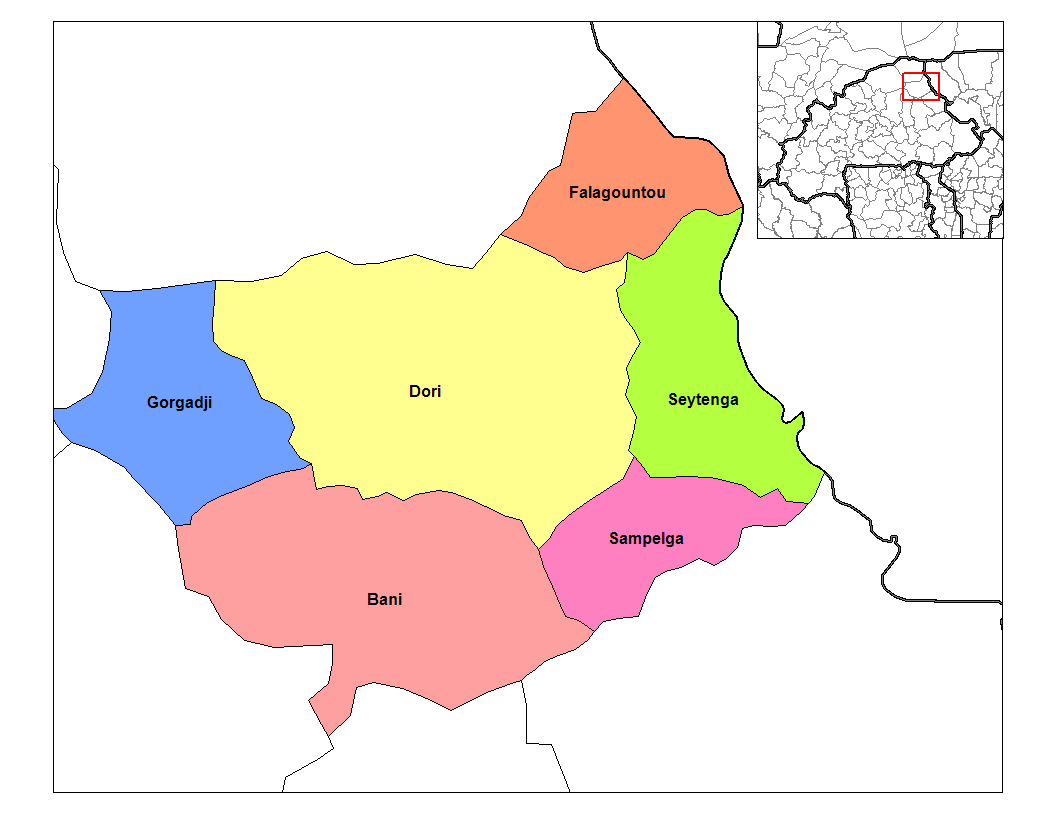
بخش‌های استان سنو.

استان سنو شش بخش دارد:
- بانی (Bani)
- دوری (Dori)
- فالاگونتو (Falagountou)
- گورگاجی (Gorgadji)
- سامپلگا (Sampelga)
- سیتنگا (Seytenga)